# José Xavier de Brito

José Xavier de Brito.

José Joaquim Xavier de Brito (1850 — 1945) foi um oficial da Armada Portuguesa, onde atingiu o posto de vice-almirante engenheiro hidrógrafo. Para além das suas funções militares, nas quais ocupou entre outros o cargo de Major-General da Armada, prestou serviço na Secção Hidrográfica da Direcção-Geral dos Trabalhos Geodésicos, Topográficos, Hidrográficos e Geológicos do Reino do Ministério das Obras Públicas e integrou a comissão de demarcação do limite da zona marítima entre Portugal e Espanha. Afecto aos unionistas, teve importante participação política durante a Primeira República Portuguesa, exercendo em 1915, no 8.º Governo republicano (presidido por Pimenta de Castro), os cargos de Ministro da Marinha e de Ministro dos Negócios Estrangeiros (interino). 